# Manuel Esparza
Manuel Esparza Sanz ( Sabadell, 12 de octubre de 1951). Fue un ciclista español, profesional entre 1974 y 1982, cuyos mayores éxitos deportivos los logró en la Vuelta a España, donde conseguiría 1 victoria de etapa en la edición de 1980, y en el Campeonato de España de ciclismo en ruta, prueba en la que se impondría en 1977.
Su hermano menor Antonio Esparza también fue ciclista profesional.

## Palmarés
| 1974 - 2º puesto en el Campeonato de España de ciclismo en ruta 1977 - Campeón de España en ruta 1979 - G.P. Pascuas | 1980 - 1 etapa en la Vuelta a España - 1 etapa de la Vuelta al País Vasco |